# Томас Тулд
Томас Тулд (англ. Thomas Thould, 11 січня 1886 — 15 червня 1971) — британський плавець і ватерполіст.
Олімпійський чемпіон 1908 року.